# Синяя экономика
Си́няя эконо́мика (англ. blue economy), также голубая экономика — это экономический термин, описывающий межотраслевой комплекс эксплуатации, сохранения и регенерации морской среды. Этот термин обычно используется в сфере международного развития при описании подхода устойчивого развития к прибрежным и морским ресурсам. Синяя экономика может включать широкий спектр экономических отраслей: от традиционного рыболовства и морского транспорта до новейших, таких как прибрежные возобновляемые источники энергии, разработка морского дна и биоразведка.

## Трактовки термина
Первенство в разработке научных принципов «синей экономики» принадлежит Гюнтеру Паули, который в 2009 г. представил Римскому клубу доклад  «Голубая экономика: 10 лет, 100 инноваций, 100 миллионов рабочих мест». Цель доклада — показать инновационные способы управления и использования доступных ресурсов и таким образом бороться с проблемами экологии и изменения климата. Основные принципы Синей Экономики в работе Гюнтера Паули: любой ресурс можно заменить другим, если он нужен для производства; в природе не существует отходов; любой побочный продукт является источником для нового продукта.
На сегодняшний день не существует общепринятого определения данного термина, и его интерпретации варьируются в зависимости от организации.
Всемирный банк рассматривает синюю экономику как «устойчивое использование ресурсов океана для экономического роста, улучшения условий жизни и рабочих мест при сохранении здоровья океанской экосистемы».
Европейская Комиссия определяет синюю экономику как «всю экономическую деятельность, связанную с океанами, морями и побережьями, охватывающую широкий спектр взаимосвязанных устоявшихся и развивающихся секторов».
Представитель Организации Объединенных Наций определил «синюю экономику» как экономику, которая «включает ряд экономических секторов и связанных с ними политик, которые в совокупности определяют, является ли использование ресурсов океана устойчивым. Важной задачей голубой экономики является понимание и более эффективное управление многими аспекты устойчивости океана, начиная от устойчивого рыболовства и заканчивая здоровьем экосистем и предотвращением загрязнения».
В докладе Всемирного фонда дикой природы (WWF) «Экономика океана. Повод для действий — 2015» рассматриваются два значения термина «Синяя экономика». В одном случае этот термин означает использование моря и его ресурсов для устойчивого экономического развития, в другом случае — любую экономическую деятельность в морском секторе. В этом докладе WWF утверждается, что понятие «Синяя экономика» не имеет общепринятого значения при разработке концепций и определения целей устойчивого развития в различных странах.
Несмотря на отсутствие общепринятого толкования термина «Синяя экономика», данная концепция широко распространена в повестке работы международных организаций и при формировании национальных стратегий развития.

## Отрасли «Синей Экономики»
Организация экономического сотрудничества и развития выделяет 11 базовых и 6 формирующихся отраслей «Синей экономики».
- Традиционные отрасли:
  - Рыболовство;
  - Переработка морепродуктов;
  - Судоходство;
  - Портовая инфраструктура;
  - Судостроение и ремонт судов;
  - Добыча газа и нефти на шельфе;
  - Морское строительство;
  - Морской и прибрежный туризм;
  - Услуги морского бизнеса;
  - Морские НИОКР и образование;
  - Дноуглубительные работы;

- Формирующиеся отрасли:
  - Ветровая шельфовая энергетика;
  - Океаническая возобновляемая энергетика;
  - Морские биотехнологии;
  - Высокотехнологичные морские продукты и услуги;
  - Добыча нефти и газа в глубоководных зонах;
  - Морская аквакультура.

## Проблемы
Существуют некоторые проблемы развития «Синей экономики». Всемирный банк выделяет три основные проблемы, которые ограничивают потенциал для ее развития: 
- текущие экономические тенденции, которые быстро ухудшают ресурсы океана;
- отсутствие инвестиций в человеческий капитал для занятости и развития в инновационных секторах «Синей экономики»;
- недостаточная забота о морских ресурсах и экосистемных услугах океанов.

## Потенциал
Несмотря на растущие вызовы, океан предоставляет человеку огромные возможности и ресурсы для освоения. Огромным потенциалом обладает  возобновляемая океаническая энергетика: энергия волн, энергия приливов, шельфовая ветровая энергетика, морская солнечная энергетика, морская биоэнергетика. Дно океана содержит необходимые человечеству для «зеленого перехода» полезные ископаемые, морские биотехнологии позволяют разрабатывать новые фармацевтические средства, лекарства, косметику, кормовые добавки для животноводства, снижающие выбросы метана в атмосферу. 